# CTA
Et kontrolområde (forkortet CTA, fra engelsk: Control area) er et kontrolleret luftrum, der strækker sig opefter fra en fastsat grænse over jordens eller vandets overflade til en fastsat øvre grænse.